# W. Hugh Woodin

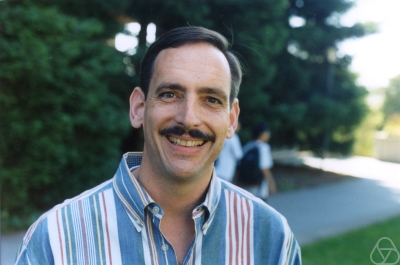
Hugh Woodin 1994

William Hugh Woodin (* 23. April 1955 in Tucson) ist ein US-amerikanischer Mathematiker, der sich mit axiomatischer Mengenlehre beschäftigt.
Woodin wurde 1984 bei Robert M. Solovay an der University of California, Berkeley mit der Dissertation Discontinuous Homomorphisms of C(X) and Set Theory promoviert. Er ist Professor in Berkeley. 2002/03 und 2010/11 war er Vorsitzender des Fachbereichs Mathematik in Berkeley. Seit Januar 2014 ist er an der Harvard University.
Woodin leistete wichtige Beiträge zum Programm innerer Modelle der Mengenlehre, Theorie der Determiniertheit und großer Kardinalzahlen (von denen eine nach ihm benannt ist). Arbeiten von Woodin sowie von Donald A. Martin und John R. Steel (1989) zeigten Verbindungen zwischen Determiniertheitsaxiomen und Axiomen großer Kardinalzahlen, wofür alle drei 1988 den Karp-Preis erhielten. Aus seinen Arbeiten über Ω-Logik glaubte er, Argumente für eine Lösbarkeit (und sogar Widerlegbarkeit) der Kontinuumshypothese (CH) gefunden zu haben. Diese ist nach Paul Cohen und Kurt Gödel unabhängig von den Zermelo-Fraenkel-Axiomen der Mengenlehre, offen bleibt aber, ob sie nicht durch Hinzunahme einiger weiterer in gewissem Sinne natürlicher Axiome doch beweisbar oder widerlegbar ist. Gödel selbst glaubte an eine Widerlegbarkeit durch Hinzunahme von Axiomen großer Kardinalzahlen. In der Folge zeigte sich aber, dass diese allein nicht reichen.
Inzwischen geht Woodin davon aus, dass sich ein inneres Modell der Mengenlehre konstruieren lässt, das ähnliche Eigenschaften hat wie das konstruierbare Universum Gödels (bezeichnet mit L), und in dem bereits die wichtigsten bekannten großen Kardinalzahlen existieren, die es im mengentheoretischen Universum V gibt. In diesem inneren Modell, das er mit Ultimate L bezeichnet, gilt die Kontinuumshypothese. Zuvor hatte Woodin bewiesen, dass es reicht, die Existenz einer superkompakten Kardinalzahl in einem solchen Modell zu beweisen, damit dieses die gesamte Hierarchie großer Kardinalzahlen enthält, was ihn bezüglich der Konstruktion eines solchen Modells optimistisch machte. Falls ihm die Konstruktion gelingt, sieht er darin einen Kandidaten für ein ideales mengentheoretisches Universum und die Hinzunahme eines Axioms V = Ultimate L als natürliche Erweiterung der ZFC-Axiome. Die Meinung der Mengentheoretiker bezüglich einer möglichen Erweiterung der ZFC-Axiome ist aber gespalten, einige favorisieren wie Woodin ein Axiom, in dem CH gilt, andere favorisieren die Hinzunahme von Forcing-Axiomen (wie Martin’s Maximum), mit denen viele verschiedene mengentheoretische Modelle konstruiert werden können, in denen CH nicht gilt.
1991 zeigte er mit Matthew Foreman, dass die verallgemeinerte Kontinuumshypothese für jede unendliche Kardinalzahl falsch sein kann (Konsistenz mit den ZFC-Axiomen).
Seit 2000 ist er Mitglied der American Academy of Arts and Sciences, seit 2023 Mitglied der National Academy of Sciences.

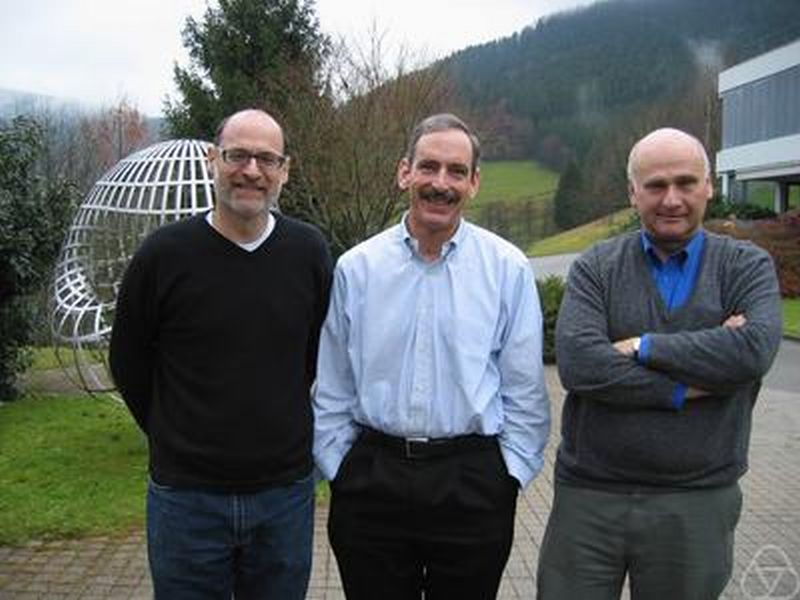
Sy Friedman (links), Hugh Woodin, Menachem Magidor (rechts), Oberwolfach 2005

2010 hielt er einen Plenarvortrag auf dem Internationalen Mathematikerkongress in Hyderabad (Strong axioms of infinity and the search for V). 1986 und 2002 war er Invited Speaker auf dem Internationalen Mathematikerkongress in Berkeley (The two faces of infinity). 2013 erhielt er die erste Hausdorff Medal der European Set Theory Society. 2018 ist Woodin Tarski Lecturer.
Woodin ist der Urenkel des ehemaligen US-Finanzministers William Hartman Woodin.

## Schriften
- The Axiom of Determinacy, Forcing Axioms, and the Nonstationary Ideal, de Gruyter, 1999 ISBN 3-11-015708-X
- The Continuum Hypothesis I, Notices AMS, Bd.48, 2001, Nr.6, PDF-Datei, und Teil 2, Notices AMS, 2001, Nr.7, PDF-Datei (141 kB)